# Balkankrigene
|  | For krigene i forbindelse med opløsningen af Jugoslavien, se Krigene i Jugoslavien |
Balkankrigene refererer til de to krige, som fandt sted i det sydøstlige Europa i 1912 og 1913.
Balkankrigene, som indvarslede 1. verdenskrig, indebar, at den osmanniske dominans på Balkan blev brudt. Dobbeltmonarkiet Østrig-Ungarn blev opmærksom på truslen fra Kongeriget Serbien, som havde fordoblet sit territorium. Taberen Bulgarien søgte revanche ved en alliance med Østrig-Ungarn. Endnu et resultat var dannelsen af staten Albanien.

## 1. Balkankrig
1. Balkankrig udbrød den 8. oktober 1912, da Bulgarien, Grækenland, Montenegro og Serbien (Balkanforbundet) med store dele af deres etniske befolkninger under osmannisk overherredømme angreb det Osmanniske rige i et syv måneders langt felttog, som resulterede i Londontraktaten, hvorved afsluttede det osmanniske riges 500-årige styre på Balkan.

## 2. Balkankrig
2. Balkankrig udbrød den 16. juni 1913, da Bulgarien var utilfreds med fordelingen af byttet i Makedonien, som var foretaget i hemmelighed af dets tidligere allierede, Serbien og Grækenland. Deres hære slog den bulgarske offensiv tilbage, gik til modangreb og rykkede ind i Bulgarien, mens Rumænien og det Osmanniske rige udnyttede muligheden og angreb Bulgarien og gjorde territorielle erobringer. Ved Freden i Bukarest (1913) mistede Bulgarien de fleste af de områder, som landet havde vundet under den første Balkankrig.